# Thalictrum dasycarpum
Thalictrum dasycarpum là một loài thực vật có hoa trong họ Mao lương. Loài này được Fisch., C.A.Mey. & Av�-Lall. miêu tả khoa học đầu tiên năm 1842.

## Hình ảnh

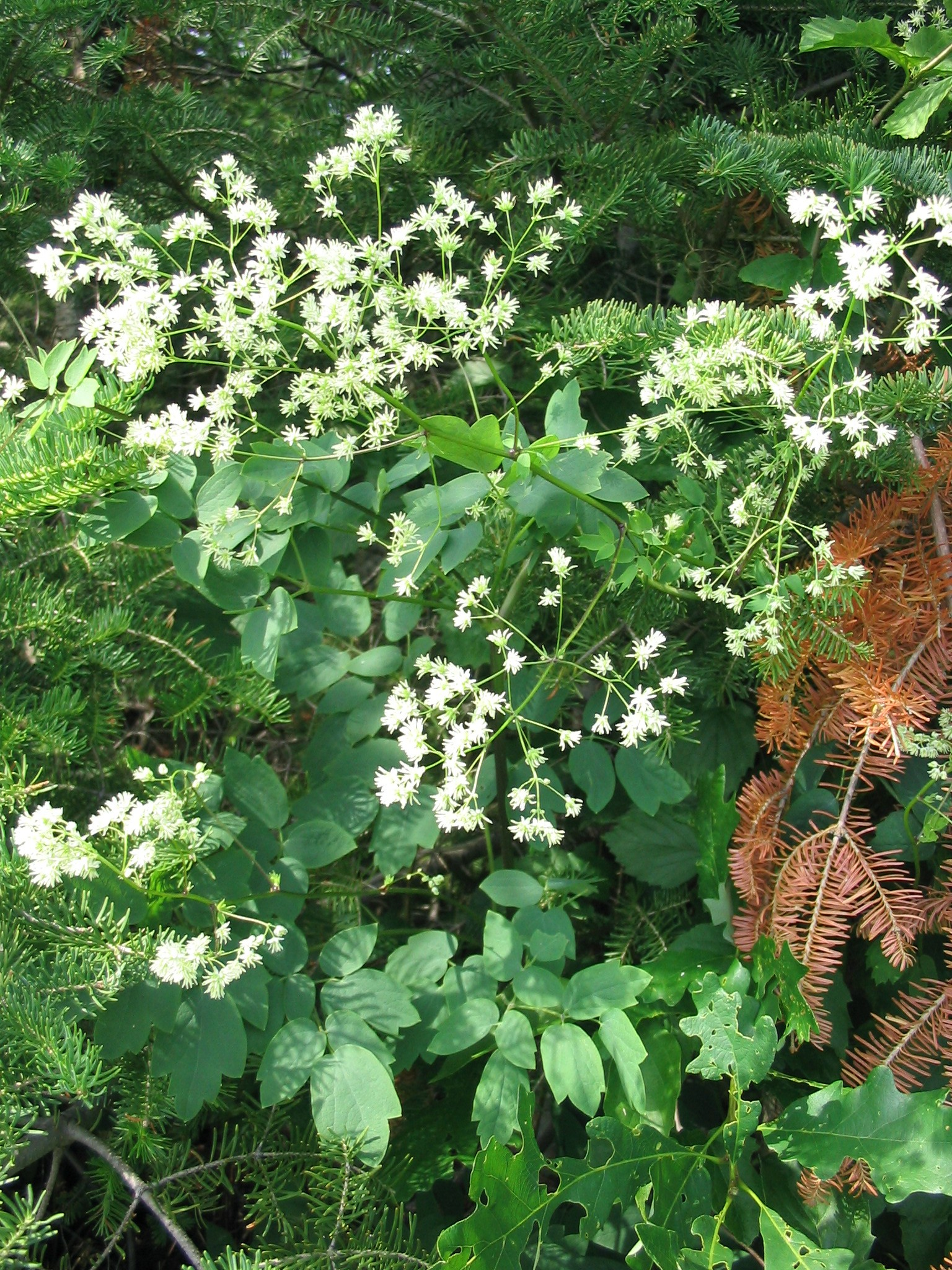
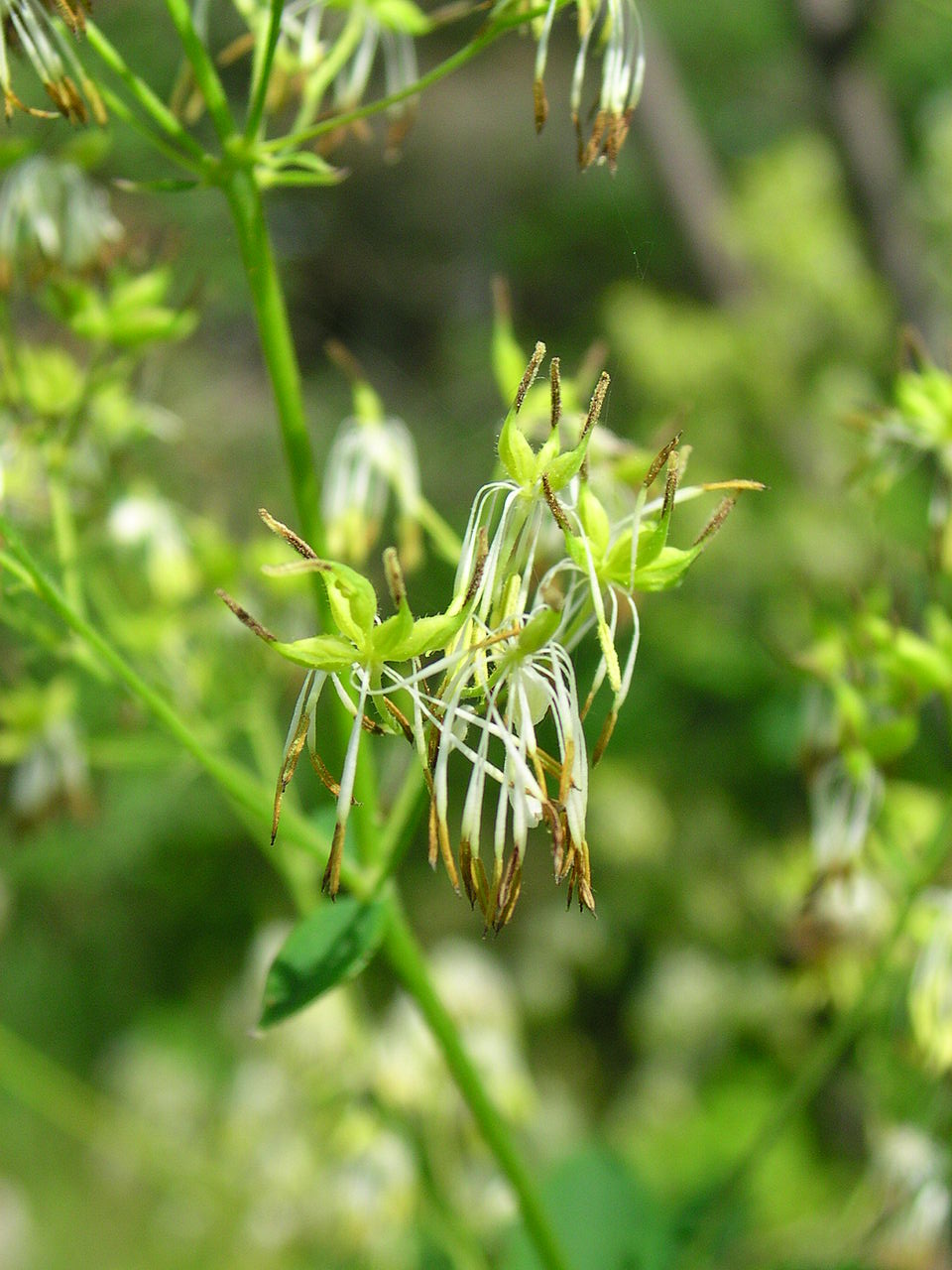
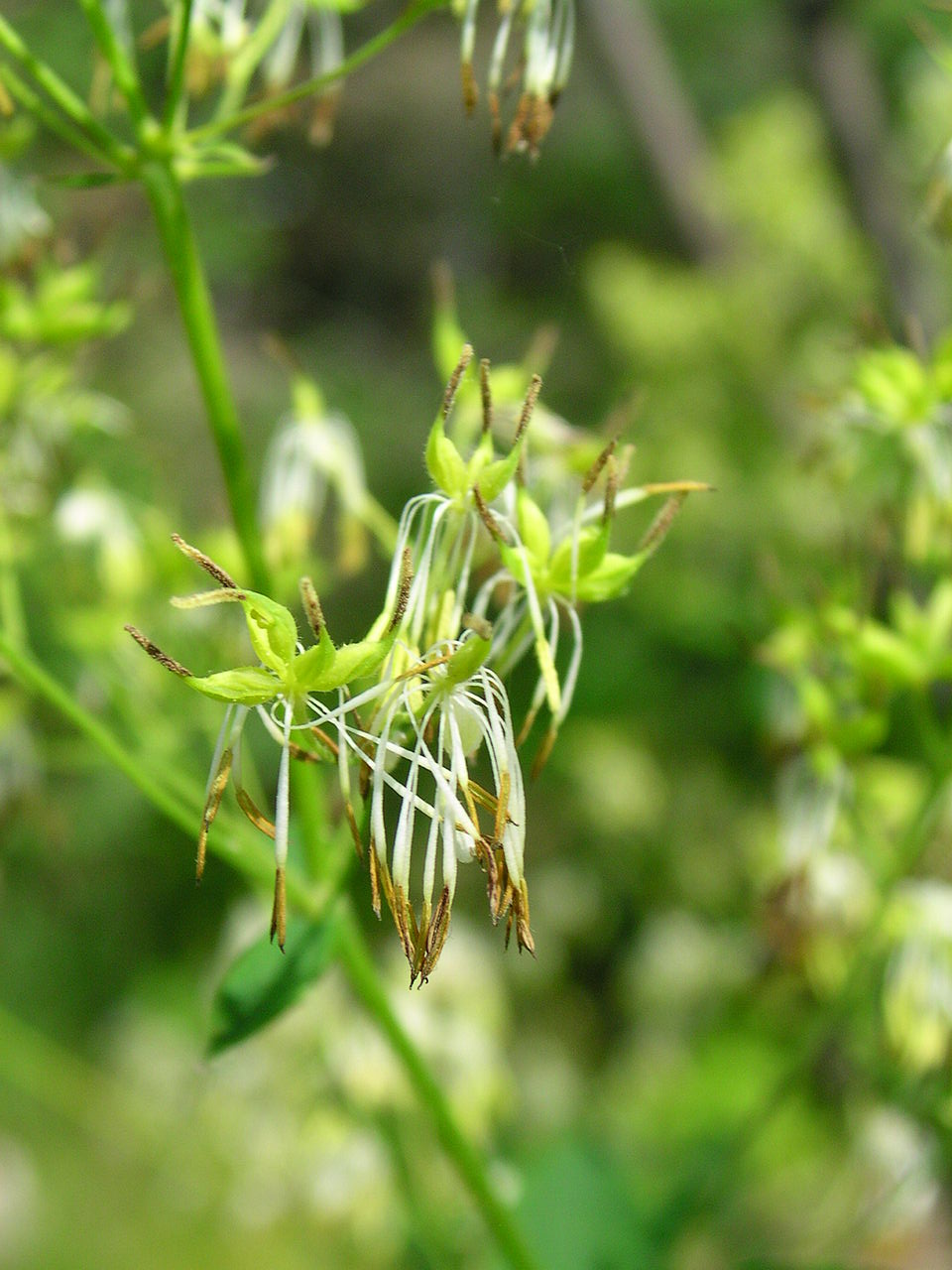
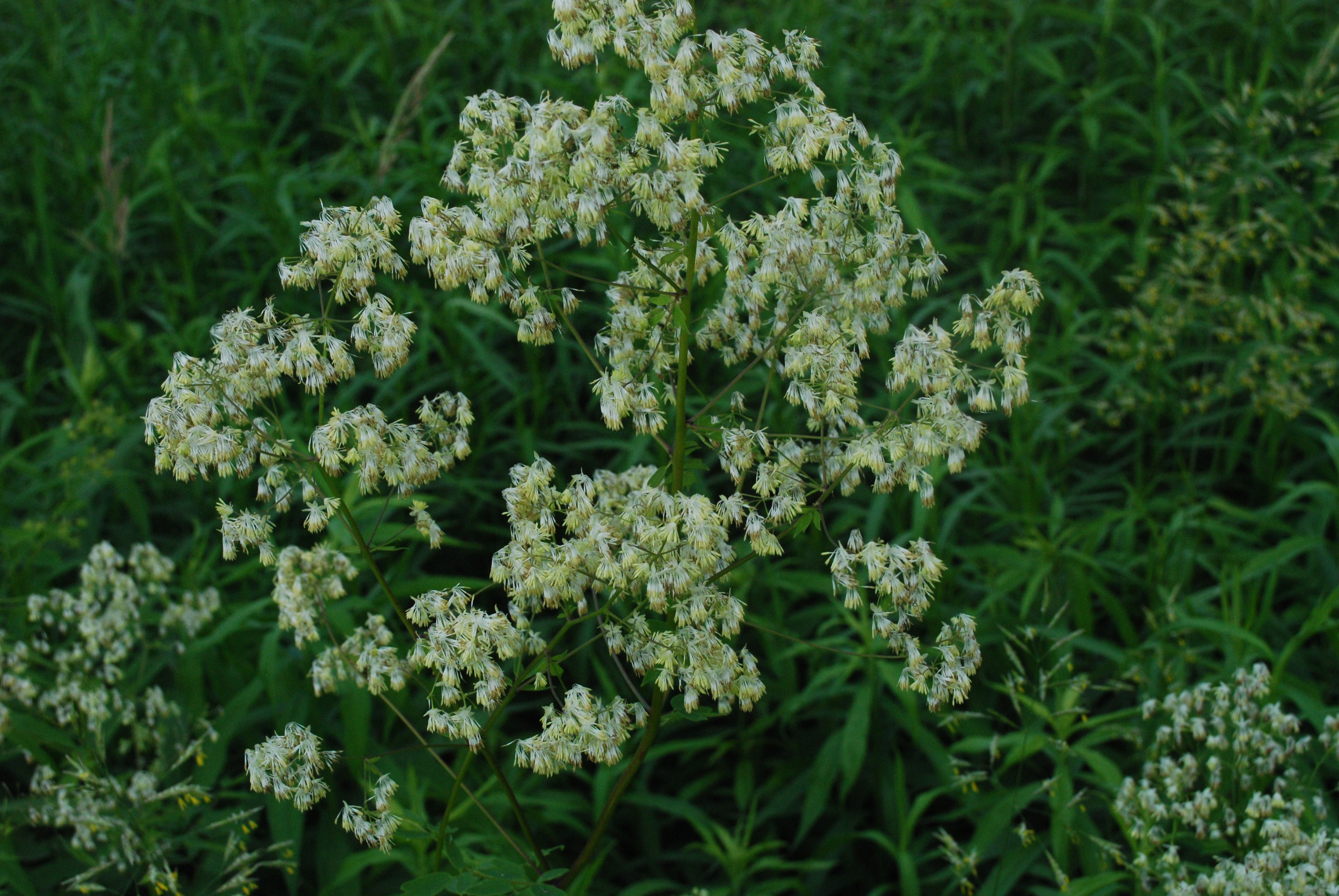